# Квестирс, Катарина
Катарина Квестирс (нидерл. Catharina Questiers; 21 ноября 1631, Амстердам, Республика Соединённых провинций — 3 февраля 1669, там же) — нидерландская поэтесса и драматург; наряду с Корнелией ван дер Вер (нидерл. Cornelia van der Veer; 1639 — 1704) и Катариной Лескайлье (нидерл. Katharyne Lescailje; 1649 — 1711) является известным автором нидерландской поэзии второй половины XVII века.

## Биография
Катарина Квестирс родилась в Амстердаме 21 ноября 1631 года. Она была младшей из шести детей Саломона Давидсза Квестира (1590—1636) и Элизабеты Янсдохтер (1593—1660). Семья переехала в Амстердам из Ипра и, вероятно, исповедовала католицизм.
Саломон Квестир был преуспевающим водопроводчиком. Он был членом Брабантского драматического общества «Белая лаванда» и академии Самуила Костера, предшественницы Амстердамского театра. Им была даже написана пьеса «Griecxen Amadis», поставленная на сцене театральной академии на Кайзерсграхт. После смерти отца семейное дело продолжила мать, вместе со старшим сыном, будущим поэтом Давидом Квестирсом (1623—1663).
Катарина получила хорошее образование. Она была талантливым живописцем, графиком, скульптором, гравировщицей по меди и стеклу, вышивальщицей, резчицей по дереву, певицей и поэтессой. Ею была собрана хорошая коллекция медалей и ракушек.
Длительное время Катарина отказывалась выходить замуж. Она часто говорила: «Я люблю свою свободу». Злые языки утверждали, что причина её одиночества заключалась вовсе не в страхе потерять независимость, а в избыточном весе.
Поэтесса вышла замуж 19 апреля 1664 года, в возрасте 33 лет, за купца Йохана Хуста (1627—1673). После замужества она перестала писать стихи. За год до этого по наследству ей перешло семейное дело, которое Катарина продолжила вместе с мужем. Супруги любили друг друга, но их брак оказался бездетным.
Катарина Квестирс умерла в Амстердаме 3 февраля 1669 года и была похоронена в Старой церкви. На момент смерти ей было всего 37 лет.